# Erycia festinans
Erycia festinans là một loài ruồi trong họ Tachinidae.